# Hugo Peters (Bildhauer)
Hugo Gustav Peters (* 16. August 1892 in Nordwalde; † 3. November 1982 in Dresden) war ein deutscher Holz- und Steinbildhauer, Zeichner und Medailleur.

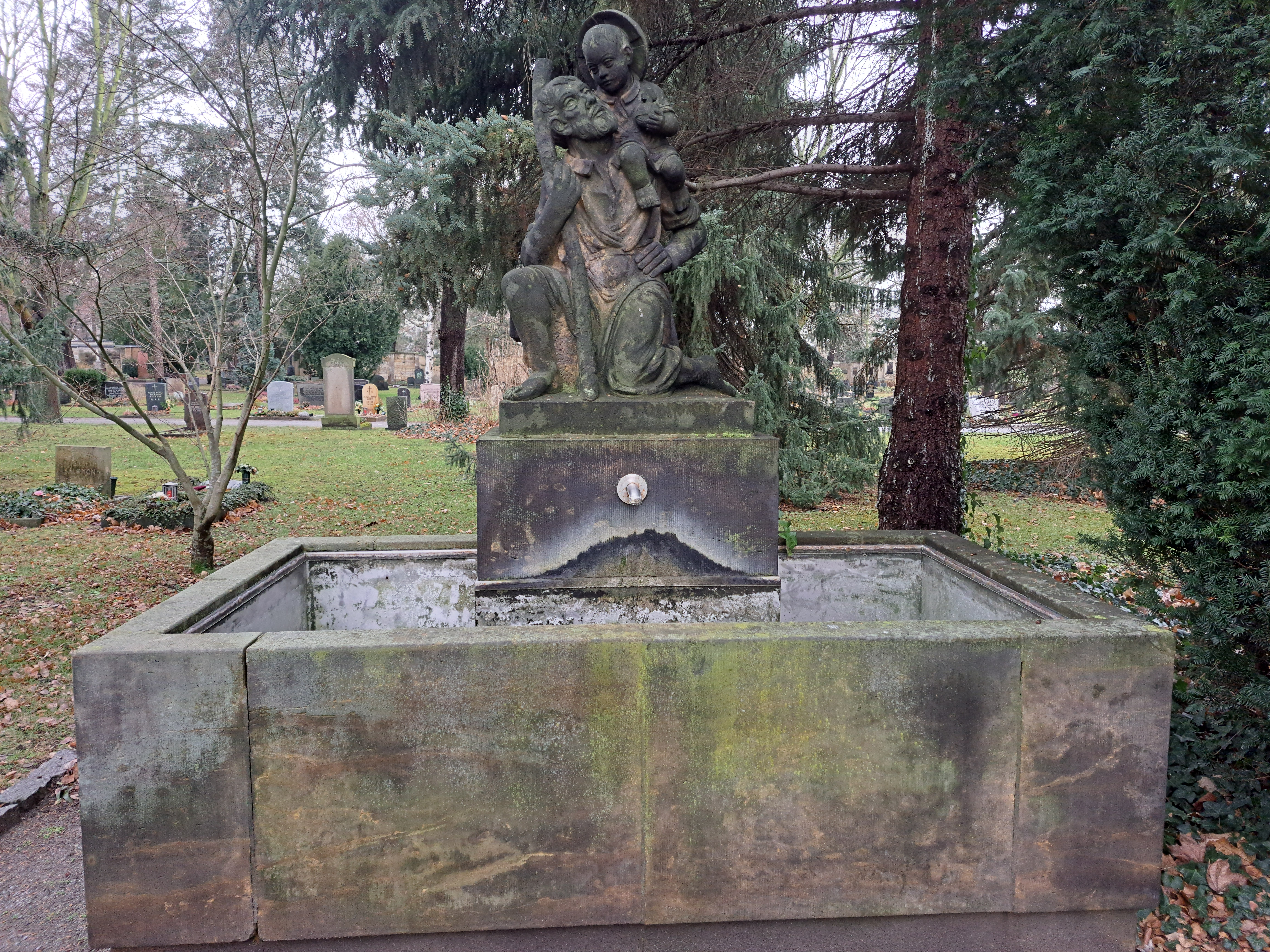
Christophorusbrunnen

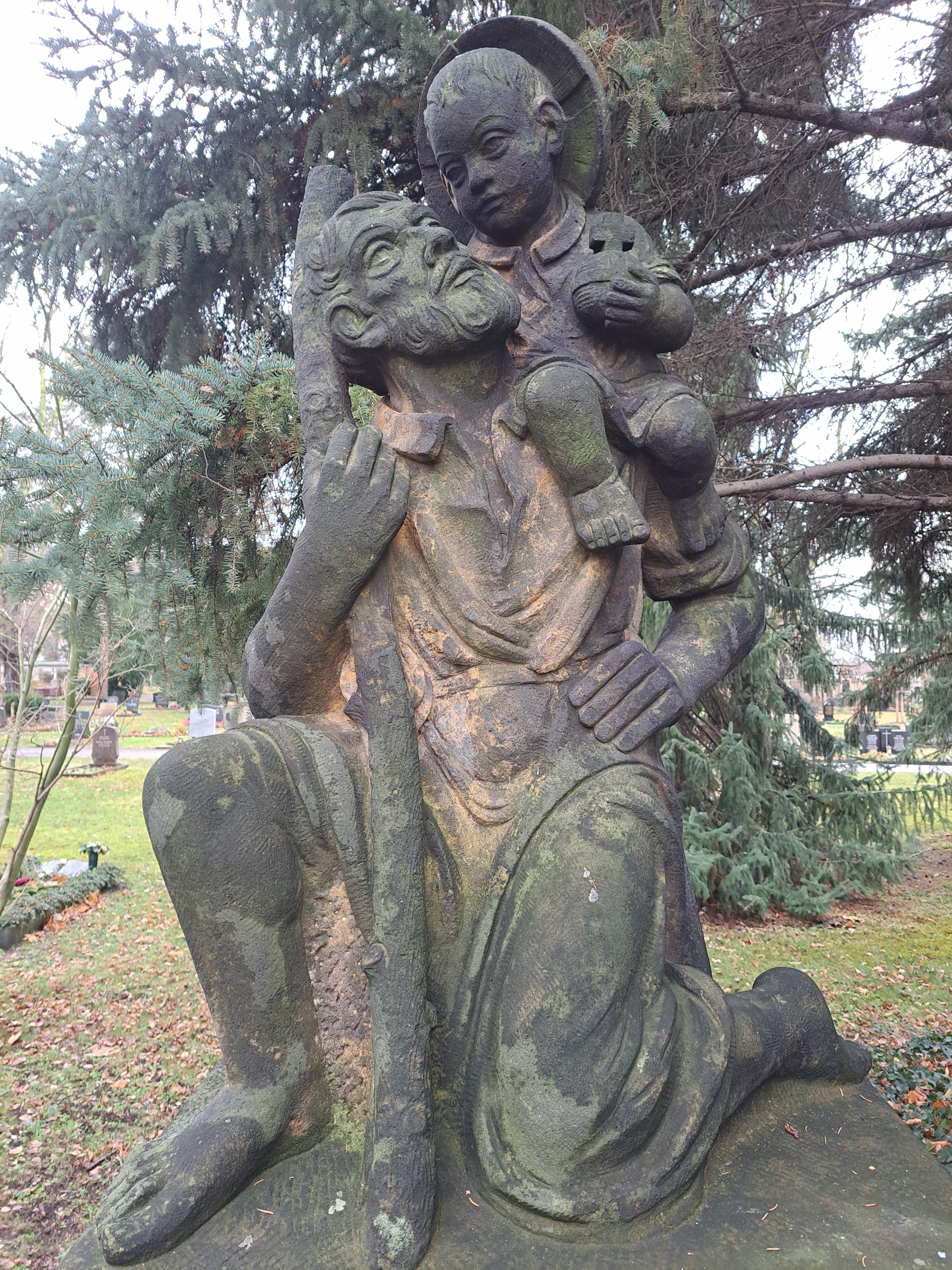
Detail, Christophorusbrunnen

## Leben
Hugo Gustav Peters vierjährige praktische Lehrzeit bei Bildhauer Rüller in Münster begann 1908. Anschließend besuchte er die Schule für Kunst und Handwerk in Münster, danach drei Jahre lang die Kunstgewerbeschule in Bielefeld. Mit Beginn des Ersten Weltkrieges wurde er zum Kriegsdienst eingezogen und kurze Zeit später schwer verletzt. Nach seiner Genesung begann er im Jahr 1917 ein Studium an der Akademie der bildenden Künste in Dresden. Dort war er Schüler von Werner Selmar und Meisterschüler von Georg Wrba. Ab dem Jahr 1923 war er als freischaffender Bildhauer in Dresden tätig. Er pflegte Künstlerfreundschaften mit Peter August Böckstiegel und Heinrich Campendonk.
Sein Dresdner Hauptwerk entstand in den Jahren 1940 bis 1942. Propst Wilhelm Beier beauftragte ihn im Jahr 1940, Figuren für eine Weihnachtskrippe in der Hofkirche in Dresden anzufertigen. Zwei Jahre später waren sie fertig und erstmals zu sehen. Nach dem Krieg fand sich die Krippe dann in der Weihnachtszeit an verschiedenen Standplätzen innerhalb der Hofkirche, meist im hinteren Teil, oft auch im linken Seitenschiff. Im Jahr 2024 haben die rund 80 Zentimeter hohen Holzfiguren ihren Stammplatz unter der Silbermann-Orgel gefunden.
Ein weiterer Auftrag von Propst Beier war der Christophorusbrunnen auf dem Neuen Katholischen Friedhof, Bremer Straße 20.
Der Kreuzweg am Haus HohenEichen in Pillnitz entstand in der zweiten Hälfte der 1950er Jahre. Dazu schuf der Künstler die einzelnen Stationen in der Zeit von 1956 bis 1959. Die nötigen Erdarbeiten und Fundamente wurden im Jahr 1957 auf circa ein Meter tiefe Sockel gelegt und die ersten vier Stationen im Oktober 1957 aufgestellt, vier weitere kamen im Jahr 1958 hinzu und die letzten vier im Jahr 1959. Eingeweiht wurde der Kreuzweg am 25. August 1959 von Pater Alfred Zurek OFM aus Dresden-Klotzsche.
In den Jahren von 1957 bis 1958 schuf Peters den Kreuzweg im Erholungsheim St. Ursula (Naundorf) gemeinsam mit Robert Sterl. Das Werk wurde von Bischof Otto Spülbeck am 14. September 1958 geweiht.
Im Jahr 1938 bewohnte er eine Wohnung auf der Herbertstraße 24, später Ernst-Kießlich-Straße 24, heute Emil-Ueberall-Straße. Sein Atelier befand sich in der Ammonstraße 9, welches durch die Bombenangriffe 1945 zerstört und somit 90 Prozent seines Lebenswerkes vernichtet wurde.
Peters war Mitglied des Verbands Bildender Künstler der DDR und 1972 auf der Bezirkskunstausstellung Dresden vertreten.
Er starb im katholischen Altenpflegeheim Albertstift in Dresden-Löbtau. Danach geriet er weitestgehend in Vergessenheit. Begraben wurde er auf dem Neuen Annenfriedhof. Das Grab wurde 2002 aufgelöst.

## Werke, Auswahl

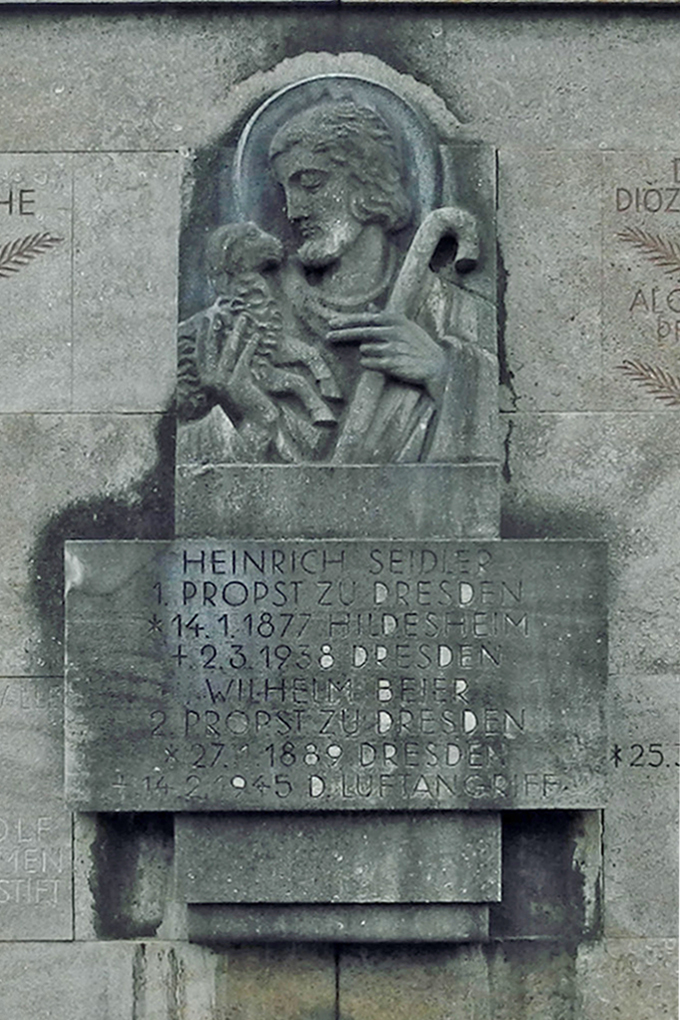
Christusrelief an der Priestergruft; Alter Katholischer Friedhof Dresden (1951)

- 1926: Grabmal für Gerhard Moewes, Muschelkalkstein und Bronze, Friedhof Hosterwitz.
- 1935: Badende, Gips getönt, Jahresausstellung des Sächsischen Kunstvereins, Dresden 1931.
- 1940–1942: Krippenfiguren für Weihnachtskrippe in der Hofkirche, Auftrag von Propst Wilhelm Beier.
- Für eine im Krieg aufgefundene gotische Madonna schuf Peters die Rahmengestaltung mit Engeln und Krone.
- 1940: Wappen der Stadt Dresden, Stuck, im Festsaal des Krankenhauses Johannstadt.
- 1944: Brunnenentwurf für die Frauenklinik Leipzig.
- 1951: Christusrelief, Priestergruft II, Alter Katholischer Friedhof an der Bremer Straße, Dresden.
- 1950: Christophorusbrunnen, Neuer Katholischer Friedhof an der Bremer Straße, Dresden.

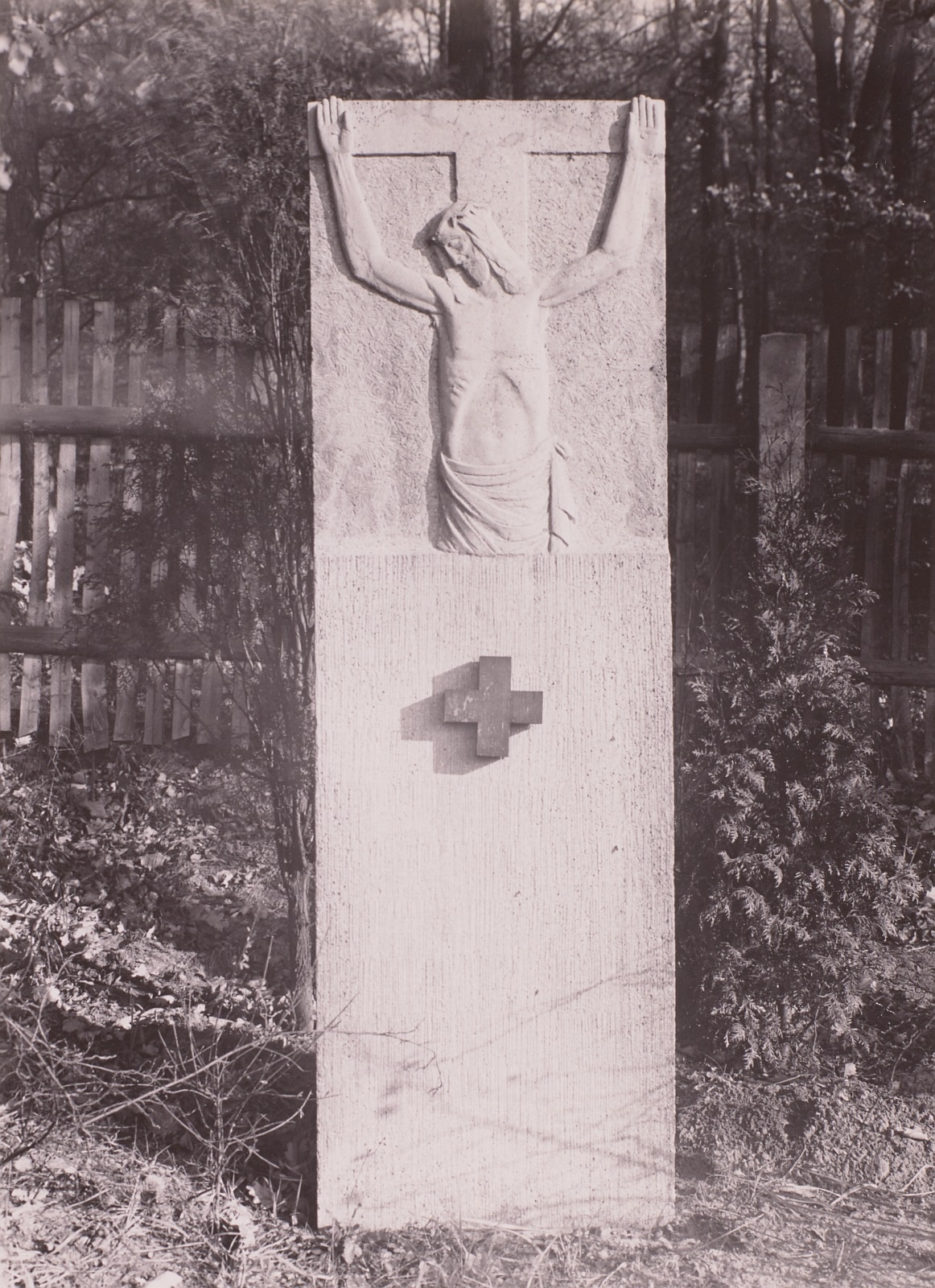
Kreuzwegstation „Jesus stirbt am Kreuz“ am Exerzitienhaus HohenEichen

- 1955–1959: Kreuzwegstationen, unter anderen Simon hilft das Kreuz tragen, Jesus stirbt am Kreuz, Jesus begegnet seiner Mutter, Begegnung mit Veronika, Jesus tröstet die Frauen, Exerzitienhaus HohenEichen bei Pillnitz.
- 1956: Rotunde, Bronze, Heidenau (Kreis Pirna), Kirche Heidenau-Süd.
- 1957–1958: Kreuzweg, im Erholungsheim St. Ursula (Naundorf).
- 1958: Grabmal Zorell, Innerer Katholischer Friedhof, Dresden.
- 1960: Madonna mit Kind (Modell für Holzschnitzerei), Ton, Private Sammlungen.
- 1962: Enttrümmerung Medaille, Private Sammlungen.
- 1962: Sankt Benno  Medaille, Private Sammlungen.
- 1963: Flüchtlinge, Relief, Private Sammlungen.
- 1965: Gefallenenehrenmal, Eichenholz, St.-Petri-Kirche (Dresden)
- 1971: Eine Mutter, Eichenholz,  Private Sammlungen.
- 1972: St. Franziskus predigt den Vögeln, Medaille, Private Sammlungen.
- Altarkreuz und Madonna, Kirche Weinböhla.
- Taufstein, katholische Kirche am Weißen Hirsch, Dresden.
- Madonna, Eichenholz, Bethlehem-Kirche, Berlin-Blankenfelde
- Taufstein, Berlin-Buchholz
- Schutzmantelmadonna, Altenheim Wernerstraß, Dresden.